# Takahiro Yamada (gymnastique)
Pour les articles homonymes, voir Takahiro Yamada.
Takahiro Yamada (山田 隆弘, Yamada Takahiro), né le 9 juin 1964 dans la préfecture de Tokushima, est un gymnaste artistique japonais actif dans les années 1980. 

## Palmarès

### Jeux olympiques
- Séoul 1988
  -  médaille de bronze par équipes